# Spay
Spay ist eine Ortsgemeinde im Landkreis Mayen-Koblenz in Rheinland-Pfalz. Sie gehört der Verbandsgemeinde Rhein-Mosel an und liegt an der doppelten Rheinschlinge nördlich von Boppard.

## Geographie
Spay liegt 12 km südlich von Koblenz im Oberen Mittelrheintal, jenem Abschnitt des Rheins, der seit 2002 zum Weltkulturerbe der UNESCO gehört.
Landschaftlich ist Spay durch den großen Rheinbogen geprägt, den Bopparder Hamm, an dessen Nordende sich der langgestreckte Ort an das westliche (linksrheinische) Ufer schmiegt. Nachbarorte sind Brey (stromabwärts) und Boppard (stromaufwärts). Am nördlichen Ortsende liegt Spay gegenüber von Braubach mit der Marksburg.
Ortsteile sind die ehemals selbständigen Gemeinden Oberspay und Niederspay, aus denen 1969 die neue Gemeinde Spay gebildet wurde.
 Zudem gehören auch die Wohnplätze Haus Peterspay (ehemals Stadt Boppard) und Peterspay zum Ort.

## Geschichte

### Vor- und Frühgeschichte
Die Ursprünge Spays gehen bis in die Jungsteinzeit zurück. Aus dieser Epoche fanden sich Steinbeile und Hammer, im Nachbarort eine Anzahl Silexartefakte. In der darauffolgenden Bronzezeit nahm die Besiedlung weiter zu, aus dieser Ära stammt unter anderem ein Hallstattbecher mit Spitzfuß. In der Eisenzeit folgte die Besiedlung durch die Kelten, auf die nach traditioneller Auffassung der Ortsname zurückgeht. Der Name Spay hätte sich nach dieser Theorie aus der Wurzel „spah“ (für „spähen“) entwickelt, was auf die Lage an einem zum Spähen geeigneten Ort an der dortigen Rheinschleife hinweist. Nach einer neueren wahrscheinlicheren Auffassung liegt der etymologische Ursprung des Ortsnamens im althochdeutschen spia (verwandt mit dem altniederländischen spoy – neuniederländisch spui = Wasserdurchlass / Schleuse). Bevor Mitte des 19. Jahrhunderts Stromregulierungsmaßnahmen vorgenommen, z. B. für die Schifffahrt störende Felsen im Flussbett beseitigt wurden, schäumte der Rhein an der zwischen Spay und dem rechtsrheinischen Osterspai gelegenen Schottel, die mit einzelnen großen Felsen durchsetzt war, und es bildete sich ein starker Sog durch schmale und tiefe Rinnen, durch die sich das Wasser durch„schleuste“. Die rechtsrheinisch gelegene Tiefwasserpassage nannte man auch das Enge Thürchen. Es ist möglich, dass diese Etymologie für alle drei Spay-Orte am Rhein gilt.
Das ganze Waldgebiet hinter der Spayer Landzunge vom Koblenzer Stadtwald über den Rhenser und Bopparder Wald ist voll von den für diese Zeit typischen Hügelgräbern.

### Römerzeit
Spay lag an der ehemaligen Rheinstraße der Römer, zwischen dem Lager Bodobrica (Boppard) und der Stadt Confluentes (Koblenz), nahe einem vermuteten Kastell im heutigen Brey.
Die Römer waren nicht zuletzt auch kulturelle Lehrmeister, während die Einwohner in Lehmhütten wohnten, errichteten sie mächtige Steinbauten mit Heizung und Ziegelbedeckung. Sie werden die ersten Reben gepflanzt und so den Grundstein für den Weinbau gelegt haben. 1957 wurden in Spay die Grundmauern eines römischen Gutshofes (Villa rustica) aus dem ersten Drittel des 4. Jahrhunderts entdeckt. In Oberspay fanden sich 1951 beim Bau der B 9 (oberhalb des Strüwer-Heiligenhäuschens) auch Teile römischer Statuen aus der gleichen Zeit, darunter der Kopf einer Kolossalstatue des Kaisers Septimius Severus und ein Knabenkopf, welche zu den besten Stücken des Koblenzer Amtes für Vor- und Frühgeschichte zählen.
In der Mitte des 5. Jahrhunderts brachen dann die Franken über die Rheinlinie vor und ergriffen von dem Land Besitz.

### Fränkische und Kurfürstliche Zeit
821 wurden Ober- und Niederspay erstmals zusammen mit Brey in einer Schenkungsurkunde erwähnt. Die oft erwähnte urkundliche Ersterwähnung von 816 war, wie sich später herausstellte, eine Fälschung aus dem Jahr 902.
Teile Spays waren im Besitz verschiedenster Grundherren, wie dem St. Martinsstift zu Worms und den Grafen von Isenburg. Der Ort war seit dieser Zeit Teil des Bopparder Reiches und gehörte nach dessen Verpfändung an Erzbischof Balduin von Trier im weiteren Geschichtsverlauf zum kurtrierischen Oberamt Boppard. Damals traten auch die Ritter von Spey als Grundherren auf.
Spay bestand bis zum Dreißigjährigen Krieg aus drei Dörfern: Oberspay (manchmal auch als Mittelspay bezeichnet), Niederspay (zeitweilig als Kieselspay bekannt) und Peterspay (Standort der Peterskapelle). Für Peterspay ist allerdings wie für die auf dem Berg gelegene Siedlung Siebenborn aus den Quellen keine kommunale Selbstverwaltung nachweisbar. In den anderen Orten wurden zahlreiche Häuser niedergebrannt, daher stammen die meisten der noch heute erhaltenen Häuser aus der Folgezeit. 1670 wurde unter Einbeziehung mittelalterlicher Bauteile eine neue Pfarrkirche (spätere Alte Kirche) in Niederspay erbaut.
Die Schreibung des Namens änderte sich im Laufe der Jahrhunderte: Speien und Speion bzw. Ouerspeion für Oberspay im 9. Jahrhundert hieß es später: im 12. Jahrhundert Speiia (wobei damit zumeist Osterspai gemeint war); im 13. Jahrhundert: Speiie, Kis(s)ilspeie, auch Kisilspeye und Speye; Overspeie und Ovirspeie oder Speie superiorem für Oberspay; im 14. Jahrhundert Kysilspeie, Schuzelspeie; im 16. und 17. Jahrhundert getrennt Kisel Spey und Nid. Spey. Im 18. Jahrhundert bürgerte sich für alle drei Spays die Schreibung spey ein – Niederspey, Mittelspey und Oberspey.

### Französische Herrschaft
1794 zogen die französischen Revolutionstruppen ein und 1795 wurden die linksrheinischen Gebiete französisch. Spay wurde von seinen Verbindungen mit Boppard gelöst und erstmals Rhens zugeschlagen. Zu dieser Zeit fanden in Spay zum ersten Mal allgemeine und gleiche Wahlen statt.

Historische Karte der Region um Spay von Nikolaus Person, um 1689, gewestet.

### Preußische Zeit und Schiffertradition
Nach dem Wiener Kongress 1815 wurde das Rheinland preußisch und Spay wurde der Bürgermeisterei Boppard zugeteilt. Zur Förderung der Rheinschifffahrt und des Handels begann der Ausbau des rheinischen Flussbettes. Dies betraf insbesondere die besonders schwer befahrbaren Abschnitte des Rheins vor Spay, wie die Schottel und den Braubacher Grund. Dennoch blieb vor allem die Schottel noch lange Zeit schwer befahrbar und Lotsen wurden gebraucht. Mit Zunahme der Dampfschifffahrt nahm die alte Treidelschifffahrt immer mehr ab. Nun wechselten die früheren Treidler auf die Schiffe. Aus dieser Zeit stammt die Tradition von Nieder- und Oberspay als Lotsen- bzw. Schifferdorf. Viele Bürger lebten auch von der Fischerei (vor allem Salmenfang). Von der Vergangenheit als Schiffereiort zeugen heute noch die Schiffermasten in Ober- und Niederspay, die vom örtlichen Schiffer-Verein unterhalten werden.
1896 wurde Spay an die Eisenbahn angeschlossen.

### 20. Jahrhundert
Im Jahre 1921 gründete Josef Becker in einer alten Scheune eine Schlosserei, aus der 1934 die Schottel-Werft und später die weltweit tätige Schottel Industries GmbH hervorging. Auf der Werft, die nach dem Spayer Rheinabschnitt „Auf der Schottel“ benannt ist, wurden zunächst Schaluppen, später Motorschiffe und zeitweilig auch Traktoren hergestellt. Um 1950 erfand Becker den Schottel-Ruderpropeller der den Schiffsantrieb revolutionierte. Das Unternehmen hat bis heute seinen Hauptsitz in Spay.
Der Zweite Weltkrieg brachte große Zerstörungen durch Luftangriffe. Nach dem Krieg gehörte Spay, wie auch die Nachbargemeinde Brey, bis zur Kommunalreform 1969 zum Landkreis St. Goar und zum Amt Boppard. Die Ortsgemeinde Spay wurde am 7. Juni 1969 aus den zuvor selbständigen Gemeinden Oberspay (1079 Einwohner) und Niederspay (941) neu gebildet. Zur selben Zeit wurde der Kreis St. Goar aufgelöst und Spay wurde Teil des Kreises Koblenz-Land. Am 7. November 1970 wurde die Gemeinde der Verbandsgemeinde Rhens und dem Landkreis Mayen-Koblenz zugeordnet.
1993 und 1995 war Spay von Jahrhunderthochwassern betroffen.

### 21. Jahrhundert
Seit Juni 2005 sind zahlreiche Sehenswürdigkeiten in Spay im Rahmen der Wiedereröffnung des Kulturweges Brey-Spay-Jakobsberg mit Informationsplaketten versehen worden. Neben eisenzeitlichen Hügelgräbern wird eine teilweise begehbar gemachte römische Wasserleitung eingebunden, die bereits im 19. Jahrhundert geortet, aber erst nach 1963 wissenschaftlich aufbereitet wurde.
Mit der Fusion der Verbandsgemeinden Rhens und Untermosel im Juli 2014 gehört Spay nun der dadurch neu entstandenen Verbandsgemeinde Rhein-Mosel an.

## Politik

### Gemeinderat
Der Gemeinderat in Spay besteht aus 16 Ratsmitgliedern, die bei der Kommunalwahl am 9. Juni 2024 in einer personalisierten Verhältniswahl gewählt wurden, und dem ehrenamtlichen Ortsbürgermeister als Vorsitzendem.
Die Sitzverteilung im Gemeinderat:
| Wahl | SPD | CDU | FLS * | Gesamt   |
| ---- | --- | --- | ----- | -------- |
| 2024 | –   | 7   | 9     | 16 Sitze |
| 2019 | 4   | 6   | 6     | 16 Sitze |
| 2014 | 4   | 6   | 6     | 16 Sitze |
| 2009 | 3   | 7   | 6     | 16 Sitze |
| 2004 | 2   | 5   | 9     | 16 Sitze |

### Bürgermeister
Ortsbürgermeister von Spay ist Peter Heil. Bei der Direktwahl am 26. Mai 2019 wurde er mit einem Stimmenanteil von 86,21 % und am 9. Juni 2024 als einziger Bewerber mit 77,2 % jeweils für fünf weitere Jahre in seinem Amt bestätigt.

### Wappen
| Wappen von Spay | Blasonierung: „Gespalten von Silber und Rot durch eine erniedrigte eingezogene blaue Wellenspitze, darin eine vierteilige goldene Schiffsschraube, vorne ein linksgewendeter rotbewehrter und rotbezungter schwarzer Löwe, hinten eine goldene Kirche in Frontalansicht mit schwarzem Portal und ebensolchem Fenster und Giebelfenster darüber, das Dach überragt von einem zweistöckigen Dachreiter mit schwarzem Fenster und Spitzdach, besteckt mit einem schwarzen Kreuz.“ |
| Wappen von Spay | Wappenbegründung: Der schwarze Löwe auf silbernem Feld entstammt dem Wappen der Ritter von Spay, den mittelalterlichen Grundherren, die goldene Kirche repräsentiert die gotische Peterskapelle aus dem 13. Jahrhundert, die blaue Wellenspitze symbolisiert den Rhein, an dem Spay liegt, und der goldene Schiffspropeller weist auf den Schottel-Ruderpropeller hin, der seit 1950 von der Schottel GmbH am Ort entwickelt und vertrieben wird.                              |

### Partnerschaft
Seit 1983 besteht eine Gemeindepartnerschaft mit Spay in Frankreich.

## Sehenswürdigkeiten

### Profane Bauwerke
Spay ist einer der an Fachwerkhäusern reichsten Orte im ganzen Mittelrheintal und besitzt eine ausgedehnte Fachwerkfront (z. B. Salmgasse 9/11) am Rheinufer. Viele der dazugehörigen Häuser stammen aus dem 17. und 18. Jahrhundert.
Der frühere Zehnthof des Stiftes St. Martin in Worms aus dem frühen 19. Jahrhundert (Gebäudekern spätmittelalterlich) ist ein massives Herrschaftsgebäude am Rheinufer. Im Zehnthof mussten die ortsansässigen Bauern den Zehnten entrichten, eine meist aus Naturalien bestehende Abgabe.

### Sakralbauten

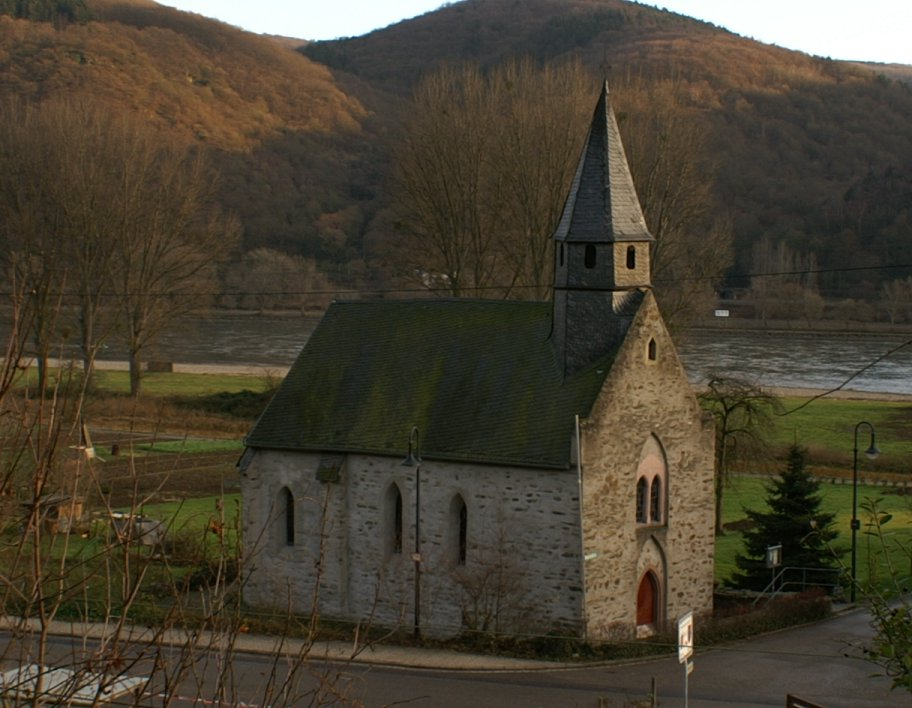
Peterskapelle

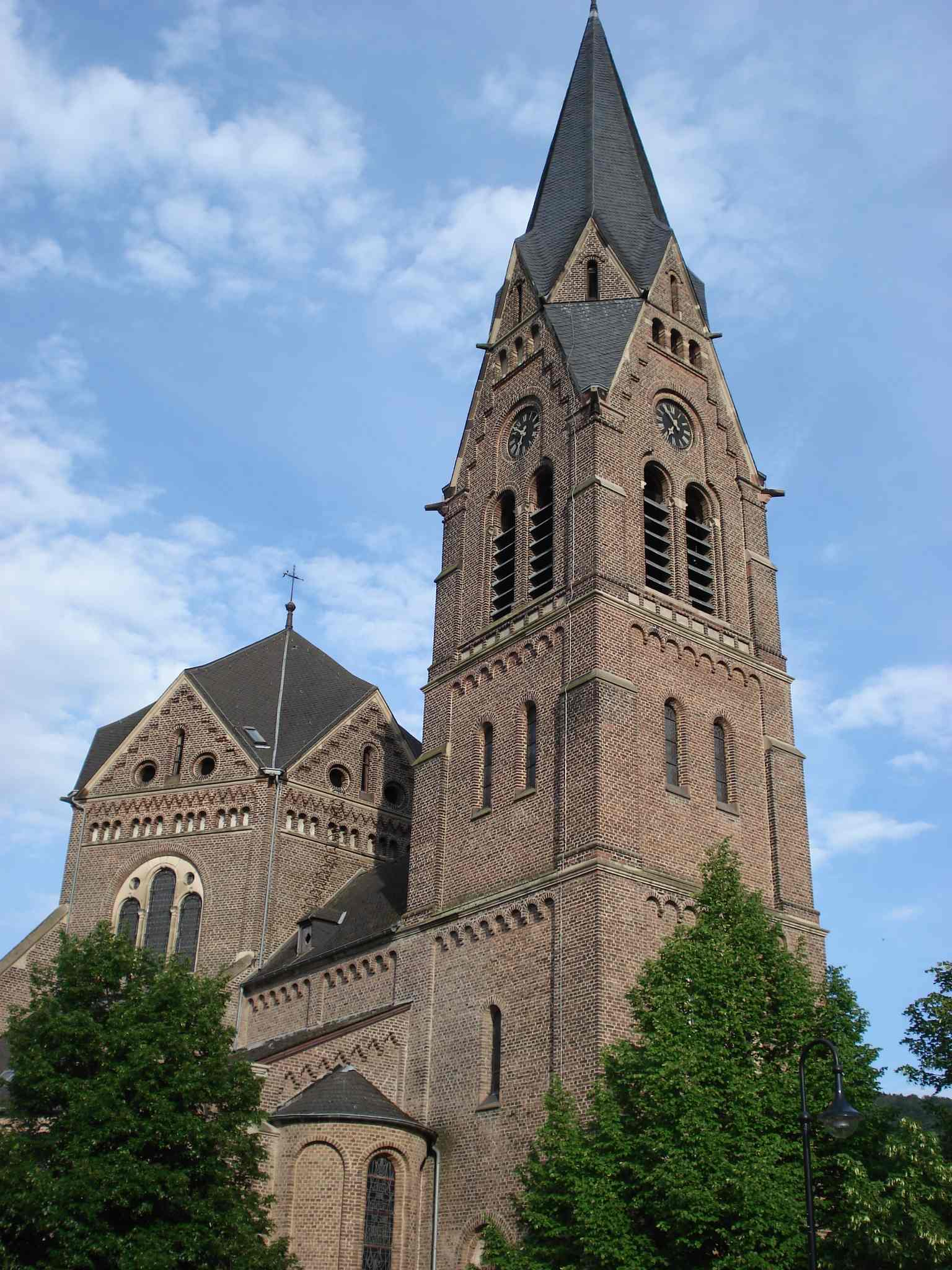
Die Pfarrkirche St.Lambertus

Die Peterskapelle ist ein gotischer Sakralbau aus dem Hochmittelalter und wurde 1237 erstmals urkundlich erwähnt. Das im Kern noch romanische Langhaus der Kapelle dürfte um die Mitte des 12. Jahrhunderts entstanden sein. Ihr gotischer Umbau und die Errichtung des gotischen Chorpolygons wird dendrochronologischen Befunden zufolge auf die Jahre 1283 und 1284 datiert. Die Peterskapelle ist bekannt für ihre gut erhaltenen Fresken aus dem frühen 14. Jahrhundert, die Szenen aus dem Neuen Testament darstellen. Sie gilt als einziger bekannter frühgotischer Kirchenbau der ehemaligen Rheinprovinz, der vollständig nach einem einheitlichen System ausgemalt wurde.
Die Pfarrkirche St. Lambertus aus dem Jahr 1899 ist eine der kunst- und kulturgeschichtlich interessantesten historistischen Kirchenbauten im Rheinland. Der Ziegelbacksteinbau in neuromanischem Stil wurde nach Plänen der Kölner Architekten Carl Rüdell und Richard Odenthal errichtet und ist wohl die originellste Schöpfung des Architektenteams. Die Kirche besteht aus einem sechseckigen Zentralbau mit Umgang, einem angebauten zweijochigen Langhaus, einer halbrunden Apsis und einem Westturm. Der Innenraum des Zentralbaus wurde in den 1990er Jahren dem sechseckigen Grundriss angepasst und besitzt jetzt einen sechseckigen Volksaltar auf einer erhöhten ebenfalls hexagonalen Altarinsel. Im Inneren der Kirche sind unter anderem Reste von Fresken aus der Zeit der Erbauung, qualitativ wertvolle Glasmalereien sowie Skulpturen aus dem Spätmittelalter erhalten. Dazu zählte auch der so genannte Niederspayer Passionsaltar, der dem Jüngeren Meister der Heiligen Sippe zugeschrieben wird. Dieser Altar befindet sich seit 2023 im Koblenzer Mittelrhein-Museum. Die genannten Stücke stammen aus der Vorgängerkirche, die in Spay als Alte Kirche bezeichnet wird.
Die Alte Kirche wurde in den Jahren 1670 und 1671 unter Verwendung wesentlicher Teile eines mittelalterlichen Vorgängerbaus im Stil der Trierer Nachgotik errichtet. Nach dem Bau der heutigen Pfarrkirche vernachlässigt, stürzte das Dach ihres Langhauses 1924 ein und das Kirchenschiff verfiel zur Ruine. Von Franz Krautkremer 1977 als Kulturzentrum wiederhergestellt, ist die Alte Kirche mit den dort aufgeführten klassischen Konzerten weit über die Landesgrenzen hinaus bekannt. Ein 1977 dort geborgener fränkischer Grabstein wird auf den Übergang zwischen dem 6. und 7. Jahrhundert datiert.
Die Michaeliskapelle (auch: Kriegergedächtniskapelle) im Ortsteil Oberspay wurde 1955 nach den Plänen des aus Spay stammenden Architekten Friedrich Ritter errichtet. Im Eigentum der Ortsgemeinde befindlich, war sie ursprünglich als Leichenhalle für den damals noch selbständigen Ortsteil Oberspay konzipiert, wurde aber schließlich doch nicht als solche genutzt.

## Wirtschaft und Infrastruktur

### Wirtschaft
Spay ist der Sitz des Stammhauses der Schottel-Gruppe, die auf den Bau von Schottel-Ruderpropellern und anderer Antriebssysteme (wie zum Beispiel Verstellpropeller für See- und Binnenschiffe) spezialisiert ist, sie wurde 1921 von Josef Becker, dem Erfinder jenes Propellers gegründet. Der Name Schottel geht auf eine lokal gebräuchliche Bezeichnung für den dortigen Rheinabschnitt zurück. Heute ist die Schottel-GmbH ein weltweit agierendes mittelständisches Unternehmen mit einem ausgedehnten Vertriebsnetz und anderen Werken, darunter in Wismar, USA und Suzhou (China).
Ein weiterer wichtiger Wirtschaftsfaktor von Spay ist der Weinbau. Zurzeit existieren drei größere Weingüter, darunter ein VDP-Weingut, die sich auf die Produktion von Hochqualitätsweinen spezialisiert haben und ihre Produkte weltweit vertreiben. Die Hauptanbauflächen befinden sich im Bopparder Hamm.

### Verkehr
Spay liegt an der B 9. Der örtliche Bahnhaltepunkt an der (Kursbuchstrecke Nr. 471 der DB) wird von der RB 26 bedient.
| Linie | Verlauf | Takt   |
| ----- | --- | ------ |
| RB 26 | MittelrheinBahn: (Köln/Bonn Flughafen –) (nur im Nachtverkehr) Köln Messe/Deutz – Köln Hbf – Köln West – Köln Süd – Hürth-Kalscheuren – Brühl – Sechtem – Roisdorf – Bonn Hbf – Bonn UN Campus – Bonn-Bad Godesberg – Bonn-Mehlem – Rolandseck – Oberwinter – Remagen – Sinzig (Rhein) – Bad Breisig – Brohl – Namedy – Andernach – Weißenthurm – Mülheim-Kärlich – Koblenz-Lützel – Koblenz Stadtmitte – Koblenz Hbf – Rhens – Spay – Boppard Hbf – Boppard-Bad Salzig – Boppard-Hirzenach – Sankt Goar – Oberwesel – Bacharach – Niederheimbach – Trechtingshausen – Bingen (Rhein) Hbf – Bingen (Rhein) Stadt – Bingen-Gaulsheim – Gau Algesheim – Ingelheim – Heidesheim (Rheinhessen) – Uhlerborn – Budenheim – Mainz-Mombach – Mainz Hbf Stand: Fahrplanwechsel Dezember 2021 | 60 min |

Der Ort verfügt außerdem über diverse Haltestellen der Buslinie 650 der rheinhunsrückbus im VRM und mehrere Anlegestellen der ortsansässigen Personenschifffahrtslinie.

## Regelmäßige Veranstaltungen
- Zu Rhein in Flammen finden Großfeuerwerke und ein Schiffskonvoi am zweiten Samstag im August entlang Spay, Braubach mit der Marksburg, Brey, Rhens, Koblenz-Stolzenfels mit Schloss Stolzenfels, Lahnstein mit der Burg Lahneck und der Mündung der Lahn bis zum Höhenfeuerwerk von der Festung Ehrenbreitstein in Koblenz statt.
- Tal Total war bis 2019 ein autofreier Sonntag auf den Bundesstraßen 9 und 42 zwischen Koblenz und Bingen bzw. Rüdesheim am jeweils letzten Sonntag im Juni. Spay bot während dieser Veranstaltung unter dem Motto „Nicht vorbei an Spay“ ein breitgefächertes Angebot an kulturellen und gastronomischen Aktivitäten an.
- Mittelrhein-Marathon von Oberwesel bis Koblenz im Juni (2005 bis letztmals 2015)

## Persönlichkeiten
- Josef Becker (1897–1973), Unternehmer, Erfinder und Gründer der Schottel-Werft, wurde in Oberspay geboren und war Ehrenbürger der Gemeinde. Posthum wurde er 2004 mit dem Elmer A. Sperry Award ausgezeichnet für die Erfindung des Ruderpropellers als wesentlicher Beitrag zur Verbesserung des weltweiten Transportwesens.
- Franz Krautkremer (1927–2017), Schwiegersohn Josef Beckers, Unternehmer und langjähriger Geschäftsführer der Schottel-Werft. War Ehrenbürger von Spay und wurde für die Internationalisierung seines Unternehmens und die Spezialisierung auf den Schottel-Ruderpropeller mit dem Bundesverdienstkreuz 1. Klasse ausgezeichnet. Zudem gründete er die Franz-Krautkremer-Stiftung, die sich insbesondere um die Rettung und den Erhalt der „Alten Kirche“ in Spay kümmerte und seit 1976 dort regelmäßig über die Region hinaus bekannte Künstler und Musiker zu Konzerten einlädt.[12]
- Roswitha Verhülsdonk, geborene Woll (* 26. April 1927 in Oberspay), Politikerin (CDU).

## Folklore

### Mundart
Die gebräuchliche Mundart ist „Spahjer Platt“, welches zur Moselfränkischen Dialektgruppe gehört. Da Spay zum Koblenzer Kulturraum gehört, besitzt es auch dessen eigenartige Wortprägungen. Hinzu kommen allgemein vorkommende mundartliche Eigenheiten, wie die Schwächung der Endkonsonanten (Besem/Besen, Bodem/Boden usw.) oder gar deren Wegfall (spille/spielen, lache/lachen). Auch in der Mitte des Wortes finden sich häufig Assimilationen (Kenner/Kinder, Rähn/Regen), welche sich bis ins Unverständliche steigern können (schodem/schadet ihm). Auffällt der breite Rhythmus und eine dumpfe Lautung bei langen „a“ und „o“ sowie die Härtung des Vokals von „e“ zu „ä“. Dann folgen die Dehnungen. Zunächst wird „ei“ oder „ie“ zu „eyi“ (bleyiwe/bleiben), und Verben erhalten ein „j“ (lähje/legen).
Dazu haben sich viele Fremdwörter eingebürgert, vor allem aus dem Französischen (Adschö/Adieu, Kurasch/Courage, Schapo/Chapeau). Hinzu kommen eigene Charakterwörter wie „dau Dabbes“ oder „Drippsdrölles“ für eine einfältige Person, „Brölles“ für Schreihals, eine verschrobene Ältliche ist eine „Tösch“.

### Ortsnecknamen
Der Ortsneckname Nidderspahjer Salmeknöbbel erinnert an den einstigen Salmenfang, als die Fische „geknüppelt“ wurden.

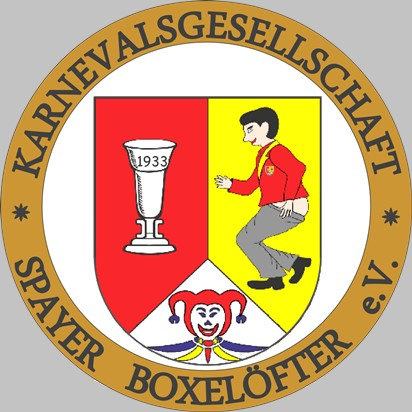
Wappen der Karnevalsgesellschaft Spayer Boxelöfter

In Oberspay ist der Neckname Boxelöfter geläufig, der von einem der örtlichen Karnevalsvereine (Karnevalsgesellschaft Spayer Boxelöfter 1933) als Name übernommen wurde. Die Bezeichnung Boxelöfter, lokal für „Hosenlüfter“, geht auf die Treidelschifffahrt zurück, als man, um nicht nass zu werden, die Hosen hochkrempelte. Allerdings zeigt das Logo des gleichnamigen Karnevalsverein das weitaus kuriosere, lustigere, jedoch historisch nicht korrekte Bild eines Mannes, der seinen Hintern entblößt. Ein 12 Meter langes, sehenswertes Bild des Boxelöfters vor der historischen Kulisse des Oberdorfes ziert eine Wand der Spayer Dorfhalle.

## Sonstiges
Im Herbst 1961 drehte der Hollywood-Regisseur Henry Levin in Spay einige Szenen für den Spielfilm Die Wunderwelt der Gebrüder Grimm. Die Fachwerkfront von Oberspay stellte den fiktiven Ort Rheinburg dar, und einige Bewohner des Ortes übernahmen Komparsenrollen. Der Film, in dem Karlheinz Böhm den Märchensammler Jakob Grimm spielte, kam 1962 in die Kinos und wurde im Jahr darauf mit einem Oscar für die besten Kostüme ausgezeichnet.